# Nova Zagora
Nova Zagora (Bulgaars: Нова Загора) is een stad in de Bulgaarse oblast Sliven. De stad Nova Zagora is het administratieve centrum van de gelijknamige gemeente Nova Zagora. De stad ligt ongeveer 32 km ten oosten van Stara Zagora en ongeveer 37 km ten westen van Sliven.

## Geografie
De stad ligt in het noordelijke deel van de Thracische Laagvlakte. Het gebied is relatief vlak. De vruchtbare grond en een overvloed aan natuurlijke waterbronnen begunstigen de landbouw in deze regio. Ongeveer 10 km ten westen van Nova Zagora, nabij het dorp Karanovo, ligt de oudste en grootste nederzettingsheuvel van Bulgarije en Europa (zie: Karanovo (site)).
De gemeente Nova Zagora ligt in het zuidelijke en zuidwestelijke deel van de oblast Sliven. Met een oppervlakte van 876,858 vierkante kilometer is het de tweede van de vier gemeenten van de oblast (24,76% van het grondgebied) en een van de grotere gemeenten in Bulgarije. De grenzen zijn als volgt:
- in het noorden - gemeente Tvarditsa;
- in het noordoosten - gemeente Sliven;
- in het oosten en zuidoosten - gemeente Toendzja, oblast Jambol;
- in het zuiden en zuidwesten - gemeente Radnevo, oblast Stara Zagora;
- in het westen - gemeente Stara Zagora, oblast Stara Zagora;
- in het noordwesten - gemeente Goerkovo, oblast Stara Zagora.

## Bevolking
Op 31 december 2020 telde de stad Nova Zagora 19.939 inwoners, terwijl de gemeente Nova Zagora, samen met 32 nabijgelegen dorpen, zo'n 34.758 inwoners had. Het aantal inwoners vertoont al vele jaren een dalende trend: in 1992 had de stad nog 26.260 inwoners. Desalniettemin heeft Nova Zagora een relatief hoog geboortecijfer vergeleken met overige plaatsen in het land. In 2009 bedroeg het geboortecijfer bijvoorbeeld 13,1‰ (landelijk: 10,6‰). 
|  |

#### Bevolkingsgroepen
De Bulgaren vormen met 75% de grote meerderheid van de bevolking van de stad Nova Zagora, maar er woont ook een grote gemeenschap van Bulgaarse Turken (24%). De Roma-gemeenschap woont vooral in een aantal dorpen op het omringende platteland, zoals Konjovo,  Stoil Vojvoda, Karanovo, Djadovo, Sadievo en Sadijsko Pole.
| Etnische groep   | volkstelling 1992 | volkstelling 1992 | volkstelling 2001 | volkstelling 2001 | volkstelling 2011 | volkstelling 2011 | volkstelling 2011  |
| Etnische groep   | Aantal            | %                 | Aantal            | %                 | Aantal            | % (totaal)        | % (gespecificeerd) |
| ---------------- | ----------------- | ----------------- | ----------------- | ----------------- | ----------------- | ----------------- | ------------------ |
| Bulgaren         | 43.816            | 88,40             | 34.900            | 76,28             | 27.564            | 70,65             | 78,72              |
| Turken           | 3.998             | 8,07              | 8.316             | 18,18             | 5.495             | 14,08             | 15,69              |
| Roma             | 1.536             | 3,10              | 1.583             | 3,46              | 1.435             | 3,67              | 4,09               |
| Andere groepen   | 216               | 0,43              | 167               | 0,36              | 152               | 0,38              | 0,42               |
| Onbekend         | .                 | .                 | 661               | 1,44              | 365               | 0,93              | 1,04               |
| Ongespecificeerd | .                 | .                 | 127               | 0,28              | 3.999             | 10,25             | .                  |
| Totaal           | 49.566            | 100,00            | 45.754            | 100,00            | 39.010            | 100,00            | 100,00             |

#### Religie
De optionele volkstelling van 2011 werd beantwoord door 28.875 van de 39.010 inwoners. Het christendom was de grootste religie onder de 28.875 ondervraagden. Ruim 72% van de ondervraagden was lid van de Bulgaars-Orthodoxe Kerk. Daarnaast behoorde ongeveer 2% tot een van de verschillende protestantse denominaties (met name de Pinksterbeweging) of tot de Rooms-Katholieke Kerk. De moslims vormden de grootste religieuze minderheid: bijna 13% van de ondervraagden was islamitisch. De rest van de bevolking had geen religie of heeft niet gereageerd op de optionele volkstelling van 2011. 
| Religieuze samenstelling in februari 2011 | Religieuze samenstelling in februari 2011 | Religieuze samenstelling in februari 2011 | Religieuze samenstelling in februari 2011 | Religieuze samenstelling in februari 2011 |
| ----------------------------------------- | ----------------------------------------- | ----------------------------------------- | ----------------------------------------- | ----------------------------------------- |
|                                           |                                           |                                           |                                           |                                           |
| Bulgaars-Orthodoxe Kerk                   | Bulgaars-Orthodoxe Kerk                   |                                           | 72,19%                                    | 72,19%                                    |
| Katholieke Kerk                           | Katholieke Kerk                           |                                           | 0,42%                                     | 0,42%                                     |
| Protestantisme                            | Protestantisme                            |                                           | 1,44%                                     | 1,44%                                     |
| Islam                                     | Islam                                     |                                           | 12,72%                                    | 12,72%                                    |
| Geen                                      | Geen                                      |                                           | 6,11%                                     | 6,11%                                     |
| Anders/ Onbekend                          | Anders/ Onbekend                          |                                           | 7,12%                                     | 7,12%                                     |

## Nederzettingen
Naast de hoofdplaats Nova Zagora omvat de gemeente Nova Zagora de onderstaande 32 dorpen:
- Asenovets
- Banja
- Bogdanovo
- Brjastovo
- Bjal Kladenets
- Djadovo
- Ezero
- Elenovo

- Zagortsi
- Kamenovo
- Karanovo
- Konjovo
- Korten
- Kriva Kroesja
- Ljoebenets
- Ljoebenova Machala

- Mlekarevo
- Naoetsjene
- Novoselets
- Omartsjevo
- Pet Mogili
- Pitovo
- Polsko Padarevo
- Projorovo

- Radevo
- Radetski
- Sokol
- Stoil Vojvoda
- Soebrano
- Soedievo
- Sadijsko Pole
- Tsenino

## Zustersteden
Nova Zagora heeft de volgende stedenbanden: 
- Feres, Griekenland
- Estoril, Portugal
- Petroșani, Roemenië
- Taraclia, Moldavië

## Geboren
- Roemjana Zjeleva (1969), politicus

Kotel ·
Nova Zagora ·
Sliven ·
Tvarditsa